# كيا غودوين
كيا غودوين (بالإنجليزية: Kia Goodwin)‏ هي ممثلة أمريكية، ولدت في 2 أغسطس 1973.

## وصلات خارجية
- كيا غودوين على موقع IMDb (الإنجليزية)
- كيا غودوين على موقع قاعدة بيانات الفيلم (الإنجليزية)